# متلازمة الشعر والأسنان والعظام
متلازمة الشعر والأسنان والعظام هي اضطراب وراثي جسمي سائد نادر وجهازي يسبب عيوبًا في الشعر والأسنان والعظام. تظهر أعراض المرض منذ الولادة. ثبت أن متلازمة الشعر والأسنان والعظم تحدث في المناطق القريبة جغرافيًا وبين العائلات، وأحدث الحالات الموثقة موجودة في فرجينيا وتينيسي ونورث كارولينا. سبب هذا المرض هو طفرة في جين DLX3، الذي يتحكم في تمايز بصيلات الشعر وتحفيز تكوين العظام. يعاني جميع المرضى من حالتين متزامنتين تسمى نقص تنسج المينا وتضخم الأسنان، إذ تؤدي أنماط النمو غير الطبيعية للأسنان إلى عيوب خارجية وداخلية شديدة. تتميز عيوب الشعر بأن الأشعار تكون خشنة مع وجود تساقط غزير. يكون الشعر مجعدًا وغريبًا في مرحلة الطفولة ولكنه يصبح مستقيمًا لاحقًا. تتميز عيوب الأسنان بأسنان ذات لون أصفر داكن/بني، ومينا رقيق و/أو قد تكون مشوهة. قد تبدو الأسنان أيضًا طبيعية اللون، ولكن مع انطباع جسدي بالهشاشة الشديدة والنحافة في المظهر. من الشائع أن يكون لدى الشخص المصاب فك سفلي أكبر وأكثر وضوحًا وعظام أطول. تصبح التشوهات الجسدية أكثر وضوحًا مع تقدم العمر، وكثيرًا ما يوصى بتقديم الدعم العاطفي للعائلة وكذلك الفرد المصاب. العلاج المناسب للمتلازمة هو نهج يعتمد على الفريق، وغالبًا ما يشمل المعالجين الفيزيائيين وأطباء الأسنان وجراحي الوجه والفكين. يوصى أيضًا بالاستشارة الوراثية.

## العلامات والأعراض

### تشوهات الشعر والعظام
تكون تشوهات الشعر بارزة جدًا في غالبية حالات متلازمة الشعر والأسنان والعظام. يوجد شعر مجعد وجاف بشكل غير عادي وسهل التساقط عند الولادة. في 80% من الحالات، يصبح الشعر أكثر لينًا مع حلول فترة المراهقة. يعد وجود هذا النوع من نسيج الشعر سمة مميزة لتشخيص متلازمة الشعر والأسنان والعظام عند مقارنتها مع حالة تكوين الميلانين الناقص مع نقص النضج. عادة ما يُلاحَظ عند المرضى وجود أظافر رقيقة بشكل غير طبيعي، وهشة، ومقسمة بشكل متكرر. يتميز القصور القحفي بوجود جمجمة طويلة نسبة إلى عرضها، أو جبهة بارزة بسبب زيادة سماكة عظام الجمجمة والإغلاق المبكر للدروز القحفية. وتكون العظام الطويلة في الجسم (الذراعين والساقين) طويلة بشكل غير طبيعي وتميل إلى الكسر بسهولة شديدة. يتميز تصلب العظام، الذي يظهر بشكل شائع في حالات متلازمة الشعر والأسنان والعظام، بزيادة في كثافة العظام، مما يؤثر على الجمجمة والقسم الخشائي من العظم الصدغي الموجود خلف عظم الفك في الجمجمة، بالإضافة إلى قصر الرَأْد (الفَرْعُ الفَكِّيّ) الذي يظهر عند المرضى. لا توجد مشاكل مرضية معروفة مرتبطة بتغيرات الشعر والعظام لدى الأشخاص المصابين بهذا المرض. تميل التغيرات في العظام الطويلة إلى الظهور لاحقًا خلال النمو، لكن التغيرات في الأسنان تظهر بمجرد تكوين الأسنان، وهو ما يسمى الأسنان الأولية. يمكن تقييم تشوهات الشعر والعظام شعاعيًا أثناء التشخيص الأولي، وبصريًا أثناء سير المرض. يمكن تكرار الفحوصات الشعاعية في حال وجود اشتباه بحدوث كسر.